# 英雄伝説 創の軌跡
『英雄伝説 創の軌跡』（えいゆうでんせつ はじまりのきせき）は日本ファルコムから2020年8月27日に発売されたPlayStation 4用ソフト。PlayStation 5版で発売後に動作対応されている。そして、Clouded Leopard Entertainmentより2021年8月26日にNintendo Switch版及びSteam版が発売。

## 概要
英雄伝説シリーズの『英雄伝説 空の軌跡』から15年続いた軌跡シリーズの最新作で、シリーズの完結へ向けてスタートを切る作品であることから「創の軌跡」と命名された。
2019年12月18日に日本ファルコムの株主総会でクロスベル編のPS4リマスター版となる『零の軌跡：改』、『碧の軌跡：改』（移植開発スタジオアートディンク）と共に発表された。
キャッチコピーは「ここに終わり、ここに創（はじ）まる――」。
ゼムリア大陸を舞台に、前作『英雄伝説 閃の軌跡IV』で描かれた「巨イナル黄昏」後の世界を描き、この作品をもってゼムリア大陸西部での物語は一区切りを迎える。「英雄」「解放者」「隠者」の3人の主人公が登場し、3つのルートを切り替える「クロスストーリー」システムを搭載する。プレイアブルキャラクターは従来のシリーズに登場したキャラクター、今までは敵として登場したキャラクター、完全新規のキャラクターを含み、総勢50人以上と軌跡シリーズ最大規模になる。

## ストーリー
七耀暦1207年2月14日―――
ロイド・バニングスら警察特務支援課をはじめとするクロスベル警察及びクロスベル警備隊、その他多くの支援者により、帝国領とされたクロスベルの自治権を取り戻す為の作戦「クロスベル解放作戦」が開始。作戦は成功し、翌月15日に再独立調印式が行われ、それを以てクロスベルが自治州として再独立する事が決定した。
3月15日、クロスベルにて再独立調印式が順調に行われようとしていたまさにその時、先の「大戦」開戦の咎で逮捕された筈の元クロスベル総督ルーファス・アルバレアと、彼の率いる「黒の衛士隊」が調印式を襲撃。抵抗する特務支援課及び警備隊を退け、彼は「鉄血宰相ギリアス・オズボーンの遺志を引き継ぐ」としてゼムリア大陸統一及びその足掛かりとして「クロスベル統一国」樹立を宣言。自身は統一国総統に就任する。特務支援課は退却に成功するも散り散りになる。2日後、郊外で目を覚ましたロイドは、各地にいる仲間を見つけて再占領されたクロスベルを再び解放するべく動き出す。
同時期、エレボニア帝国では、結婚式を行った帝国皇子オリヴァルト・ライゼ・アルノールと、彼の妃シェラザード・アルノールが新婚旅行に出たまま、乗艦のカレイジャスⅡ及びその乗組員ごと行方不明になっていた。行方の手掛かりは全くなく、カール・レーグニッツ暫定首班や皇族守護職ヴァンダール家ら帝国各部が対応に追われる中、ある映像が帝国軍情報局に向けて送信される。それは、「新生帝国解放戦線」のリーダー《C》を名乗る仮面の人物が、オリヴァルト皇子夫妻を誘拐し、更に帝都ヘイムダルで何らかの行動を起こす事を示唆する犯行声明であった。
その知らせを故郷ユミルで「雷神」マテウス・ヴァンダール及び鉄道憲兵隊少佐クレア・リーヴェルトから受けたリィン・シュバルツァーは、嘗て親友のクロウ・アームブラストが「帝国解放戦線」リーダーとして名乗ったのと同じ名前を名乗った事に、疑問を抱く。彼をはじめとするトールズ士官学院新旧Ⅶ組は、皇子夫妻誘拐事件及び新生帝国解放戦線の調査を開始する。
一方、オーロックス峡谷道では、元殺し屋の少年少女であるスウィン・アーベルとナーディア・レインの二人が、大きめのトランクを運んでいた。このトランクは、何者かから依頼されたという有名な人形師ヨルグ・ローゼンベルクが、「ある人物」に届けるように依頼されてクロスベルの月の僧院に隠したもの。それをヨルグからの依頼で二人は見つけて運んでいる途中、トランクを奪おうとする黒の衛士、更には謎の兵器の襲撃を受ける。その場に現れた《C》の助言によりどうにかこれを退けた二人。二人に対し《C》が名乗ると、二人は驚愕。なぜなら二人がトランクを届けるように言われていた相手――それは「《C》と名乗る人物」だったからである。
《C》の許可を得て、トランクを開けるスウィンとナーディア。中では人語を話し、人間と遜色ない知能を有するローゼンベルク製の少女の人形ラピス・ローゼンベルクが眠っていた。彼女に話を聞こうとするも、彼女は目覚める前の記憶を全て失っている事が判明。不安になる彼女に対し、記憶を取り戻そうと提案する《C》。ラピスはそれに応じ、更に《C》は「自分のやるべき事に人手が足りない」としてスウィンとナーディアを高額のミラを提示して雇い、同行させる。
時を同じくして様々な目的で動き出したロイド、リィン、そして《C》。彼らの進む道が一つに重なった時、新たにゼムリア大陸の運命を大きく変える物語が始まる。

## 登場人物

### 戦闘参加キャラクター

#### 主人公
リィン・シュバルツァー
声 - 内山昂輝
『閃』の主人公及び今作の主人公の一人「英雄」。
トールズ士官学院・本校を卒業後、同学院第Ⅱ分校≪Ⅶ組≫特務科の専任教官に就任する。
前作『英雄伝説 閃の軌跡Ⅳ -THE END OF SAGA-』でエレボニア帝国全土を襲った厄災≪巨イナル黄昏≫を解決に導いた英雄で、≪灰色の騎士≫の異名を持つ。
≪七の騎神≫の一体、≪灰の騎神≫のヴァリマールの元起動者（ライザー）。また、前作”閃Ⅳ”で、「八葉一刀流≪剣聖≫」の称号を授かる。
大戦終結後は、再び教官として職務に復帰。
ロイド・バニングス
声 - 柿原徹也
『零』・『碧』の主人公及び今作の主人公の一人「解放者」。
クロスベル警察≪特務支援課≫のリーダー。エレボニア帝国占領下では、総督府から指名手配されるが、
A級遊撃士アリオスらと共にクロスベル解放に向けた地下活動を行っていた。≪特務支援課≫活動再開後は、再独立調印式を心待ちにしていたが……。
ルーファス・アルバレア / 《C》
声 - 平川大輔
今作の主人公の一人「隠者」。当初は《C》と名乗ってフルフェイスの仮面で顔を隠していた。「新生帝国解放戦線」のリーダーを名乗り、自身の麾下にあった衛士隊の、自身の逮捕後の動きを調査している。

### 新Ⅶ組
アルティナ・オライオン
声 - 水瀬いのり
『閃の軌跡Ⅱ』で初登場で、ミリアムの妹である。
≪地精≫(グノーム)に作られた人造人間（ホムンクルス）で、情報局のエージェントとして第Ⅱ分校に入学する。
入学当初は感情が希薄だったが、≪Ⅶ組≫の面々と日々を過ごすうちに、少女らしい感情を表すようになる。
大戦後は生徒に戻り、リィンのユミル行きに同行することに。
ユウナ・クロフォード
声 - 東山奈央
クロスベル出身の、正義感あふれる活発な少女。その明るさと行動力で、新≪Ⅶ組≫のリーダー的存在でもある。
クロスベルから帝国が撤退し、故郷の警察学校への復学をできたが、自ら第Ⅱ分校に残る決意を固める。
クルト・ヴァンダール
声 - 江口拓也
帝国の弐の名門・ヴァンダール家の次男。大剣を振るう父・マテウスや兄とは異なり、双剣を操る。
かつての護衛対象だったセドリック元皇太子とは、全く違う道を歩むことになった後も≪Ⅶ組≫に残った。
しかし、自身の成長に限界を感じ始め……？
アッシュ・カーバイド
声 - 前野智昭
”ハーメルの悲劇”の遺児のひとりで、粗野で猛々しい態度の裏に並外れた才能を隠す不良青年。
大戦を戦い抜き、ある”呪い”から解き放たれた後は、引き続きリィンの元で学びつつも、進むべき道を迷う。
ミュゼ・イーグレット
声 - 小清水亜美
清楚かつ、蠱惑的な言動で周囲を惑わせる、最強の小悪魔少女。
その正体は、帝国第四名門の筆頭、カイエン公爵家の次期当主・ミルディーヌ・ユーゼリス・ド・カイエン次期侯爵。
大戦後は≪Ⅶ組≫に戻り、カイエン公として表舞台に立つまで、残された学園生活を楽しもうとしている。

### 初代Ⅶ組
アリサ・ラインフォルト
声 - 堀江由衣
リィンに好意を寄せる帝国最大の重工業メーカーラインフォルト社の令嬢。父の残した工房の成果の対処にも奔走している。
性格面などから特務支援課のエリィとは良き友人関係。
エリオット・クレイグ
声 - 白石涼子
帝国の若き演奏家。引き続き、巡業音楽家として活動を続けている。
ラウラ・S・アルゼイド
声 - 伊瀬茉莉也
帝国の剣術名門、アルゼイド家の後継者。大戦ではSの名のルーツとなった聖女の過去を知る。
ユーシス・アルバレア
声 - 立花慎之介
帝国四大名門、アルバレア侯爵家の当主代行。大戦後も当主代行として奔走を続けている。
生還したミリアムには相変わらず振り回されているが、仲は良い。
マキアス・レーグニッツ
声 - 佐藤拓也
帝国から派遣されたクロスベル監察官。年齢も近いロイド達特務支援課とも知己を得る。
エマ・ミルスティン
声 - 早見沙織
焔の至宝を司る魔女の眷属の末裔。大戦後に、母の手記を見つける。
フィー・クラウゼル
声 - 金元寿子
猟兵団《西風の旅団》で西風の小妖精（シルフィード）と呼ばれた遊撃士。
ガイウス・ウォーゼル
声 - 細谷佳正
帝国の辺境ノルド高原出身の青年。同時に七曜協会の星杯騎士第八位でもある。
ミリアム・オライオン
声 - 小岩井ことり
アルティナの姉に当たる人造人間、Oz73。《鉄血の子供達》の一人でもある。一度肉体的に死亡するが、精神体として生き延びて後に肉体も取り戻す。
ユーシスとは相変わらずの仲で、良く振り回している。
クロウ・アームブラスト
声 - 櫻井孝宏
元帝国解放戦線のリーダー“C”だった青年。≪七の騎神≫の一体、≪蒼の騎神≫オルディーネの起動者でもあった。
大戦中は不死者の身であったが、至宝の力で生を取り戻した。戦後は故郷のジュライに戻るが、クロスベル占領後は連絡がつかなくなる。

### Ⅶ組の関係者
サラ・バレスタイン
声 - 豊口めぐみ
かつては《紫電》の異名を取った猟兵で、最年少のA級遊撃士にもなった初代Ⅶ組の担任教官。大戦後、紆余曲折あって遊撃士に復帰する。
トワ・ハーシェル
声 - 野中藍
リィン達の一期先輩。現在は第二分校の教官。
セリーヌ
声 - 相沢舞
シャロン・クルーガー
声 - ゆかな
ラインフォルト家のメイドで、アリサの姉的存在。元は身喰らう蛇の執行者。
レクター・アランドール
声 - 森田成一
《かかし男（スケアクロウ）》と呼ばれる帝国軍情報局の少佐。《鉄血の子供達》の一人。
クレア・リーヴェルト
声 - 小清水亜美
《氷の乙女（アイス・メイデン）》と呼ばれる鉄道憲兵隊の少佐。《鉄血の子供達》の一人。
神速のデュバリィ
声 - 大空直美

### 特務支援課及びクロスベル関係者
エリィ・マクダエル
声 - 遠藤綾
クロスベル議長、ヘンリー・マクダエルの孫娘。
特務支援課の創設メンバーで、ロイドに好意を寄せている。
ランディ・オルランド
声 - 三木眞一郎
特務支援課の創設メンバーで、大戦前はトールズ第二分校の教官でもあった。
猟兵団《赤い星座》の分隊長でもあった。
ティオ・プラトー
声 - 水橋かおり
特務支援課の創設メンバー。レマン自治州のエプスタイン財団所属の技術者でもある。
かつて暗躍したD∴G教団の被検体で、ロイドの兄ガイに救われた。
ノエル・シーカー
声 - 浅野真澄
クロスベル警備隊に所属する女性。一時期、ロイド達と対立したこともある。
ワジ・ヘミスフィア
声 - 皆川純子
不良グループ《テスタメンツ》のリーダー。グループ解散後に支援課に加わる。
ホストもしているが、その正体は星杯騎士の第九位。
リーシャ・マオ
声 - 佐藤利奈
劇団アルカンシェルのナンバー2女優。
同時に東方人街の伝説の凶手《銀》の後継者でもある。
アリオス・マクレイン
声 - 森川智之

### リベール組
エステル・ブライト
声 - 神田朱未
リベール王国軍、カシウス･ブライトの娘。現在はリベールの若手遊撃士では最高の実力者。
七曜歴1202年から1203年にリベールで起きた事件を解決に大きく貢献した英雄の一人。
ヨシュア・ブライト
声 - 斎賀みつき
カシウスの養子でエステルの恋人。エステルと共にリベールの事件を解決に導いた英雄の一人。
かつては結社の執行者《漆黒の牙》で、ハーメルの遺児でもある。
レン・ブライト
声 - 悠木碧
結社の執行者《殲滅天使》。両親に起因するトラウマを克服し、エステルとヨシュアの妹となる。
エステルとヨシュアがクロスベルに行っている間、リベールで留守番をしていたが…
アガット・クロスナー
声 - 近藤孝行
リベールのA級遊撃士。リベールの事件の解決者の一人。
ティータ・ラッセル
声 - 今野宏美
ZCFのラッセル博士の孫娘で、トールズ第二分校の生徒。リベールの事件の解決者の一人。
レンとは親友の関係。

### 新生帝国解放戦線
スウィン・アーベル
声 - 梶原岳人
ナーディアと共に行動している元殺し屋。現在はナーディアと共に組織を脱走して逃避行中の所で、《C》に出会う。武器は片手剣と短剣の二刀流。
ナーディア・レイン
声 - 石見舞菜香
スウィンと共に行動している元殺し屋。現在はスウィンと共に組織を脱走して逃避行中の所で、《C》に出会う。武器はぬいぐるみに収納した暗器。
ラピス・ローゼンベルク
声 - 和氣あず未
ヨルグ・ローゼンベルクが作った、人間と見まごうような姿と意思を持つ精巧な人形。なぜか記憶喪失になっている。スウィンとナーディアが依頼で運んでいたトランクの中に入っていた。武器は大斧。

#### サブキャラクター
エリゼ・シュバルツァー
声 - 後藤沙緒里
アンゼリカ・ログナー
声 - 進藤尚美
ジョルジュ・ノーム
声 - 森岳志
オーレリア・ルグィン
声 - 住友優子
オリヴァルト・ライゼ・アルノール
声 - 子安武人
アルフィン・ライゼ・アルノール
声 - 佐藤聡美
ヴィータ・クロチルダ
声 - 田村ゆかり
ヴィクター・S・アルゼイド
声 - 安元洋貴
トヴァル・ランドナー
声 - 杉田智和
緋のローゼリア
声 - 水橋かおり
劫炎のマクバーン
声 - 諏訪部順一
10月1日の大型アップデート「夢幻の彼方へ」をダウンロードして特定の条件を満たすとプレイアブルになる。

### その他キャラクター
ルーファス・アルバレア総統
声 - 平川大輔
「クロスベル統一国」の総統を名乗る、ルーファスの「偽者」。
G・シュミット博士
声 - 大塚芳忠
ミュラー・ヴァンダール
声 - 磯部弘
マテウス・ヴァンダール
声 - 小山力也
オリエ・ヴァンダール
声 - ゆかな
ウォレス・バルディアス
声 - 近藤孝行
ヴィルヘルム・バラッド
声 - 馬場圭介
キーア・バニングス
声 - 釘宮理恵
ツァイト
声 - 龍谷修武
セルゲイ・ロウ
声 - 小山力也
フラン・シーカー
声 - 有島モユ
アレックス・ダドリー
声 - 中井和哉
ミレイユ二尉
声 - 中原麻衣
イリア・プラティエ
声 - 浅川悠
シュリ・アトレイド
声 - 小林ゆう
ヨナ・セイクリッド
声 - 浜崎奈々
ジンゴ
声 - 小岩井ことり
グレイス・リン
声 - 生天目仁美
セイランド教授
声 - 大越多佳子
シズク・マクレイン
声 - 井上富美子
ミシェル
声 - 綿貫竜之介
サンサン
声 - 小松奈生子
ガルシア・ロッシ
声 - 江川央生
ツァオ・リー
声 - 平川大輔
ヴァルド・ヴァレス
声 - 龍谷修武
従騎士スカーレット
声 - 小松奈生子
ヘンリー・マクダエル議長
声 - 増谷康紀
ディーター・クロイス
声 - 竹本英史
イアン・グリムウッド
声 - 藤本たかひろ
シェラザード・アルノール
声 - 塩山由佳
エリカ・ラッセル
声 - ゆきのさつき
F・ノバルティス博士
声 - 真殿光昭
剛毅のアイネス
声 - 伊瀬茉莉也
魔弓のエンネア
声 - 佐藤聡美
セドリック・ライゼ・アルノール
声 - 進藤尚美
ギルバート・スタイン
声 - 菅沼久義
エンペラー
声 - 柳田淳一
スウィンとナーディアがかつて所属していた殺し屋組織の幹部を務めていた男。「エンペラー（皇帝）」は、組織でのコードネーム。重力を操る古代遺物（アーティファクト）を所持している。
ロイ・グラムハート
声 - 小山力也
カルバード共和国新大統領。政治能力は高く、先の大戦では、帝国への多額の賠償金請求を飲ませる事に成功した。

## 用語
黒の幻夢鏡
「夢幻回廊」を構築し、3人の主人公のもとに入る為の鍵となる鏡を送った「機関」。
意志を持ち、今回の事象において因果律への干渉がみられると判断し、事態を収束させる為に夢幻回廊を構築し、主人公一行がそこで鍛える事を許可する。
その正体は、エレボニア帝室の秘宝「黒の史書」こと因果律記述機関「AZOTH（アゾット）」で、古代遺物（アーティファクト）の一つ。
夢幻回廊
黒の幻夢鏡が構築した、通常は人間が関われない位相空間。
入るのは基本的に自由だが、元の世界での記憶の持ち込みは黒の幻夢鏡の許可がなければならず、逆にこの空間での記憶を元の世界に持ち越す事は、因果律に関わる為に黒の幻夢鏡は許可していない。
ティルフィング
「騎神」の再現をコンセプトにマカロフらが開発した、次世代型機甲兵。
リィン専用の「ティルフィングS」とクロウ専用の「ティルフィングX」の2機がある。
新生帝国解放戦線
オリヴァルト夫妻が行方不明になった後、突如として夫妻を誘拐した旨の映像を各地に送信した組織。
実際は、ルーファスがトールズ新旧Ⅶ組を今回の事態の収拾に関わらせる為にそう名乗ったものであり、夫妻誘拐には関与していなかった。
模倣擬体（シミュラクラ）
クロスベルや帝国各地に現れたある特定の人物に非常によく似たアンドロイド。
その性能や再現度は、現代技術では製造不可能な程に高い。
エリュシオン
「碧の大樹」や「黄昏」といった世界規模の大事件での霊脈活性化と導力ネットワークが相互に影響して奇跡ともいえる経緯で誕生した超高性能機械知性。
機械知性としての膨大な知識のほか、自己進化により、「限定式収束未来演算」と呼ばれる、特定の状況下で起こりうる未来を予測する機能を有する。

## 主題歌
オープニングテーマ「NO END NO WORLD」
歌：佐坂めぐみ、演奏：Falcom jdk BAND

## コラボレーション
メガミラクルフォース（コンパイルハート）
コラボレーションイベントとして、ティオ・プラトーとリーシャ・マオが期間限定ユニットとして参戦。